# Feministische Literaturkritik
Die feministische Literaturkritik (englisch  Feminist literary criticism) ist eine Form der Literaturkritik, bei der es darum geht, hegemoniale Machtverhältnisse in Texten, aber auch im Literaturbetrieb im Allgemeinen, aufzudecken. Es handelt sich bei der feministischen Literaturkritik nicht um ein einheitliches Interpretationskonzept oder eine eigenständige Methode, sondern die verschiedenen Verfahren werden von der Fragestellung nach „männlicher“ Vorherrschaft geeint.

## Geschichte
Die Auseinandersetzung mit der systematischen Unterdrückung der Frau durch die patriarchale Gesellschaft begann bereits im Feminismus der ersten Welle. Als Schlüsseltexte für spätere Theorien gelten vor allem Simone de Beauvoirs Le Deuxième Sexe (deutsch Das andere Geschlecht) und Virginia Woolfs A Room Of One’s Own (deutsch: Ein Zimmer für sich allein). Die feministische Literaturkritik als eigenes Feld entstand in der zweiten Welle des Feminismus der 1970er-Jahre. Dabei lassen sich zwei verschiedene Strömungen an unterschiedlichen Entstehungsorten und mit unterschiedlichen Herangehensweisen unterscheiden.

### Angloamerikanische Schule
Durch die zunehmende gesellschaftliche Resonanz der Frauenbewegung fanden in den 1970ern die sogenannten Women’s Studies Einzug in die amerikanischen Bildungseinrichtungen. Aus der Kritik an gesellschaftlicher Ausgrenzung und Unterdrückung von Frauen entstand der „feminist literary criticism“. Hierbei geht es um die Einbeziehung spezifisch weiblicher Erfahrungen als Gegensatz zur traditionellen Wissenschaft der entsubjektivierten Objektivität. Die vorherrschenden Denksysteme werden als patriarchale und unterdrückende Strukturen entlarvt und ein Gegenentwurf des subversiven und selbstermächtigenden Schreibens und Lesens wird entworfen. Der „feminist literary criticism“ stellt kein einheitliches theoretisches Modell dar, sondern ist vielmehr eine revisionistische Perspektive: Literatur wird aus weiblicher Sicht betrachtet.

#### Elaine Showalter
Als eine der Gründermütter des „feminist literary criticism“ gilt die Literaturwissenschaftlerin Elaine Showalter. Sie etablierte den Begriff „Gynokritik“, womit die wissenschaftliche Beschäftigung mit Frauen als Autorinnen gemeint ist. In der Gynokritik geht es um eine Literaturkritik, die auf einer spezifisch weiblichen Erfahrung beruht. Laut Showalter ist die bisherige Literaturgeschichte aufgrund des Phallogozentrismus männlich dominiert. Sie strebt mit der Gynokritik daher die Rekonstruktion einer weiblichen Literaturtradition an. In Folge von Showalters Bemühungen wurden viele Autorinnen (und andere Künstlerinnen) wiederentdeckt und die Diskussion um die Literaturgeschichtsschreibung wurde entfacht. Showalter versucht mit der Gynokritik außerdem eine spezifisch weibliche Ästhetik und Poetik herauszufiltern, was insofern problematisch ist, da so die Zweiteilung in „männliche“ und „weibliche“ Literatur fortgeschrieben wird, nur dass Frauen nun an der Klassifizierung beteiligt sind. Die Gynokritik läuft demnach Gefahr essentialistisches und binäres Denken zu reproduzieren. Nichtsdestotrotz war Showalters Ansatz bis in die 1990er-Jahre sehr produktiv. Kritik an Showalters Ansatz kommt auch aus den African-American Studies, die der Gynokritik vorwerfen die ausschließende Literaturwissenschaft und -geschichte insofern fortzuführen als dass hier nur der weiße Standpunkt betrachtet und nicht auf unterschiedliche Positionierungen und Diskriminierungsmerkmale eingegangen wird. Auch aus dem europäischen Feminismus kommt Kritik an der anglo-amerikanischen Schule. Der empirisch kulturwissenschaftliche Ansatz gilt bei den poststrukturalistischen Feministen, die vor allem in Frankreich sehr aktiv waren, als theoriefern und unwissenschaftlich.

### Französische Schule
Während die feministische Literaturkritik in den USA stark von der politischen Frauenbewegung geprägt war, bildete sich die europäische Strömung aus den Theorien des Poststrukturalismus. Besonders in Frankreich beschäftigten sich viele Theoretiker mit dem „weiblichen Schreiben“ (siehe auch écriture féminine). Ausgehend von Jacques Derridas Dekonstruktion wird im Poststrukturalismus der Glaube an festgelegte Bedeutungen aufgegeben. Die Sprache gilt nicht länger als geschlossenes System, sondern die Uneindeutigkeit sprachlicher Zeichen, sowie die gleichzeitige An- und Abwesenheit von Bedeutung wird aufgedeckt (siehe différance). Zu den wichtigsten Vertreterinnen des französischen Feminismus gehören Hélène Cixous, Luce Irigaray und Julia Kristeva. Diese Theoretikerinnen wenden die poststrukturalistische Methode an, um zu zeigen, dass die hegemoniale Denk- und Sprachtradition männlich dominiert ist – das „Weibliche“ wird ausgeschlossen und bleibt daher aufgrund des Dualismus, der „weiblich“ nur in der Abgrenzung von „männlich“ definieren kann, immer auch das „Andere“ (other). Die französischen Theoretiker üben Kritik am binären Ordnungssystem und am Denken in Oppositionen und setzen sich für einen Diskurs der Differenz ein. Wichtig ist die Bewusstmachung der Ambivalenz von Sprache.

#### Toril Moi
Vor allem der anglo-amerikanische Feminismus kritisierte die poststrukturalistisch geprägte Literaturwissenschaft als zu abstrakt und zu abgehoben von der gesellschaftlichen Wirklichkeit. In ihrem Werk Sexual/Textual Politics versuchte Toril Moi 1985 durch eine Bestandsaufnahme der zweiten Welle des Feminismus die Theorien des französischen Feminismus zugänglicher zu machen. Gleichzeitig kritisiert sie den anglo-amerikanisch geprägten Ansatz Elaine Showalters; diese würde sich zu sehr auf den Inhalt der Texte konzentrieren, die sprachlichen und stilistischen Merkmale würden ihr dabei entgehen. Das subversive Potenzial von Literatur sieht Moi hingegen, in Anlehnung an Kristeva, im Bruch mit der symbolischen Sprache. Unter anderem durch den Einfluss Toril Mois nimmt der Poststrukturalismus in den 1980ern zunehmend Einfluss auf den anglo-amerikanischen Feminismus. Lag anfangs noch der Fokus auf der Konstitution weiblicher Subjektivität und Identität, wird nun das Subjekt an sich in Frage gestellt – es kommt zu einer Auflösung.

## Methoden
Die feministische Literaturkritik, die infolge auch zu einer Kritik am Kanon an sich wird, ermöglicht durch ihre „re-vision“, durch ihren „neuen“ Blick, die Erkenntnis, dass alles was bisher als allgemeingültig akzeptiert wurde, ein Produkt des männlichen Blickwinkels (male gaze) ist. Die feministische Literaturkritik beschäftigt sich mit der Sichtbarmachung dieser Hierarchien, wobei es hierbei kein einheitliches Interpretationskonzept, sondern verschiedene Methoden gibt.

### Widerstand gegen den Text
Am Anfang der feministischen Literaturkritik stand der prinzipielle Widerstand gegen den Text. Judith Fetterley erkannte 1978: „the first act of the feminist critique must be to become a resisting rather than an assenting reader“. Dieser früher Ansatz der feministischen Literaturkritik weist die Autorität des Textes zurück – es wird gegen den Strich gelesen. Die Kritik kommt aus der subjektiven Perspektive der Leserin, wodurch nicht nur bisherige Beurteilungsschemata infrage gestellt werden, sondern auch die Subjektivität und das weibliche Subjekt an sich aufgewertet werden soll.

### Frauenbilder innerhalb des Textes – the male gaze
Diese Art der Kritik richtet sich gegen die eindimensionale Darstellung von weiblichen Figuren innerhalb von Texten. Dabei geht es darum literarische Werke unterschiedslos auf realistische Frauenbilder zu untersuchen, um so auf die weibliche Unterdrückung – auf Misogynie, Marginalisierung und Opferrolle –, die aus dem männlichen Blick resultiert, hinzuweisen. Als besonders problematisch sieht diese Art der feministischen Literaturkritik die Stereotypisierung von Frauen in Extrempaare. Die Frau als Konstrukt der „Heiligen“ oder der „Hure“ bildet eine Randposition eines Systems, in dessen Zentrum das Männliche steht. Während es durchaus auch stereotype männliche Figuren gibt, stehen diesen – im Gegensatz zu der zweigeteilten weiblichen Identität – eine Vielfalt an Alternativen gegenüber.

#### Sichtbarmachen der spezifisch weiblichen Erfahrung
Elaine Showalters Gynokritik konzentriert sich auf weibliche Charaktere in literarischen Texten, um Erkenntnisse über die repräsentierten Frauenbilder zu erwerben und innertextliche Strategien, die Frauen und weibliche Erfahrungen ausgrenzen, aufzuzeigen. Bei der Gynokritik handelt es sich also um eine ideologiekritische Herangehensweise, da die vermeintlich geschlechtsneutralen Texte als „männliche“ Ideologie entlarvt werden. Der Fokus liegt hier also in der Sichtbarmachung der patriarchalen Strukturen und Machtmechanismen, die einem scheinbar neutralen Text zugrunde liegen und in der Aufwertung der spezifisch weiblichen Erfahrung.

### Frauenbilder außerhalb des Textes – Kritik an der männlich dominierten Literaturkritik
Hier wird die Literaturkritik an sich in den Blick genommen und als männlich dominiert erkannt. Die Bewertung von Literatur ist demnach nicht neutral, sondern erfolgt aus einem männlichen Blick. Dies ist besonders problematisch, da die Literaturkritik natürlich auch zu einem gewissen Grad den Kanon bestimmt, denn erst die Literaturkritik macht ein Werk für die Öffentlichkeit zugänglich und lesbar. So kritisiert Cynthia Ozick beispielsweise, dass in Literaturkritiken immer das Geschlecht von Frauen betont werden muss. Sie schließt daraus, dass das Geschlecht für die Bewertung eine Rolle spielt und Texte von Frauen demnach anders bewertet werden als die von Männern. Durch die Explizitmachung des Frau-Seins der Autorin in einer kritischen Interpretation wird die Unvereinbarkeit von Weiblichkeit und Autorenschaft suggeriert. Als weiteres Beispiel merkt Elaine Showalter an, dass die Werke von Autorinnen im 19. Jahrhundert nicht am künstlerischen Ideal, sondern am damals vorherrschenden Frauenbild gemessen wurden. Die Werke von Autorinnen wurden also automatisch autobiographisch gelesen. „Weibliches“ Schreiben, mit all seinen Zuschreibungen, galt in der Literaturkritik als weniger wert als das „männliche“ Schreiben. Dass dies nicht an einer übergeordneten Ästhetik des „männlichen“ Schreibens liegt, beweist die Verurteilung derjenigen Autorinnen, die sehr wohl „männlich“ schrieben. Diese Widersprüchlichkeit in der Bewertung von Literatur hatte zur Folge, dass viele Autorinnen unter einem männlichen Pseudonym schrieben. Diese Form der Literaturkritik zielt darauf ab „weibliches“ Schreiben (auch écriture féminine genannt) aufzuwerten und bisher vernachlässigte Textmerkmale in den Blick zu nehmen.

#### Blick auf Autorinnen
Der gezielte Blick auf weibliche Autorenschaft zeigt eine Geschichte der Verhinderungen. Dass die Werke von Autorinnen nur in geringer Zahl im Kanon zu finden sind, liegt an diversen Schwierigkeiten, mit denen Schriftstellerinnen zu kämpfen hatten. Bereits Virginia Woolf erkannte in ihrem Essay A Room Of One’s Own, dass Frauen sowohl durch ein fehlendes Kapital  sowie durch eine fehlende Ausbildung  – häufig wurde ihnen der Zugang verwehrt – am Schreiben und Publizieren gehindert wurden. Die Produktion literarischer Texte war zudem keine Aktivität, deren Ausübung bei Mädchen und Frauen gefördert wurde, und die Texte, die produziert wurden, entsprachen gemäß dem Phallogozentrismus häufig nicht den allgemeinen künstlerischen Standards. Der spezifische Blick auf Autorinnen soll sowohl auf die Benachteiligungen, mit denen weibliche Autorenschaft verbunden war, hinweisen, als auch auf vergessene Autorinnen und deren Werke aufmerksam machen.

### Wissenschaftskrititische/dekonstruktivistische Methode
Im wissenschaftskritischen Ansatz wird argumentiert, dass die von der Wissenschaft geforderte Rationalität und Abstraktion auf „männlicher“ Ideologie beruht. In dieser Strömung wird die (Literatur-)Wissenschaft an sich auf Mechanismen untersucht, die diese männliche Hegemonie festigen und reproduzieren. Mittels dekonstruktivistischer Methoden werden vermeintliche Wahrheiten als Resultate des vorherrschenden Phallogozentrismus entlarvt und infolgedessen abgelehnt. In Bezug auf Texte bedeutet dieser Ansatz ein permanentes Hinterfragen von „Wahrheiten“ – durch die Dekonstruktion werden Machtstrukturen innerhalb von Texten aber auch im Literaturbetrieb an sich offengelegt.

### Intersektionaler Ansatz
Der intersektionale Ansatz geht auf Kimberlé Crenshaw zurück, die erstmals Diskriminierung nicht mehr nur in Bezug auf Gender untersuchte, sondern von einer Verschränkung von verschiedensten Formen der Diskriminierung ausging. Je nach Kontext können Merkmale wie race, class, gender aber auch Alter, disability (Behinderung), sexuelle Orientierung usw. Benachteiligungen begünstigen. Im intersektionalen Feminismus wird versucht, diese Diskriminierungsformen nicht mehr getrennt voneinander zu betrachten, sondern als jeweils spezifisches Zusammenspiel (vom englischen „intersection“, also „Kreuzung“ abgeleitet). So macht eine weiße, cis-Frau im Rollstuhl beispielsweise ganz andere Diskriminierungserfahrungen als eine schwarze, trans-Frau, die keinen Rollstuhl benötigt. Auf die feministische Literaturkritik bezogen, bedeutet ein intersektionaler Ansatz die Anerkennung verschiedenster individueller Diskriminierungserfahrungen, auf die innerhalb, sowie außerhalb des Textes, der Blick gelenkt werden soll. Dies geschieht immer im Bewusstsein der eigenen Privilegien und der eigenen Positionierung innerhalb eines Diskurses. Es wird versucht eine kontextbezogene Lesart zu erarbeiten, sowie auf die verschiedenen Interpretationsmöglichkeiten – je nach Positionierung der verschiedenen Lesenden – aufmerksam zu machen. Im Zentrum steht dabei die Ansicht, dass es eine Vielfalt an Positionierungen und Identitäten gibt, jedoch keine davon automatisch „mehr wert“ ist.

## Kritik
Vor allem die frühe feministische Literaturkritik, bei der es vor allem um eine Aufwertung und Sichtbarmachung spezifisch weiblicher Erfahrung ging, wird häufig mit dem Vorwurf des Essentialismus konfrontiert. Sowohl der anglo-amerikanischen als auch der französischen Strömung wurde zudem ein gewisser Biologismus, sowie eine Idealisierung des Weiblichen vorgeworfen. Die Beschäftigung mit einem spezifisch weiblichen Schreiben läuft außerdem Gefahr die Zweiteilung in „männlich“ und „weiblich“ fortzuführen.  Die heutige dritte Welle des Feminismus macht mittels Dekonstruktion sichtbar, dass Geschlechter-Binarität ein Konstrukt ist und geht infolgedessen von einem Spektrum der Geschlechteridentitäten aus. Kritik an der feministischen Literaturkritik kommt auch aus dem Black Feminism, der den Vorwurf der einseitigen und undifferenzierten Sicht einbringt. Die feministische Literaturkritik erfolgt demnach aus einem "white gaze", ohne sich der eigenen Privilegien und der Positionierung innerhalb des Feldes bewusst zu sein.  Damit wird kolonialistisches Gedankengut und weiße Hegemonie fortgeführt. Durch den intersektionalen Ansatz wird versucht, auf verschiedene individuelle Diskriminierungserfahrungen aufmerksam zu machen und einen Feminismus jenseits der Reproduktion von Binarität und rassistischen Machtverhältnissen zu praktizieren. Durch die Aufwertung von individuellen Erfahrungen und ein Herausstreichen der Vielfalt wird eine diskriminierungsfreie Literaturkritik angestrebt.

## Einfluss
Die Errungenschaft der feministischen Literaturkritik kann vor allem im Angebot neuer Lesarten und Beurteilungskriterien gesehen werden. Die feministische Literaturkritik war maßgeblich an der Entwicklung einer Kritik am hegemonialen Machtsystem – innerhalb aber auch außerhalb der Literatur – und an der phallogozentrischen (Literatur-)Wissenschaft beteiligt. Nichtsdestotrotz hat die nach wie vor patriarchale Gesellschaftsstruktur insofern auch auf die Literaturkritik großen Einfluss, da auch feministische Kritiker Opfer des Phallogozentrismus werden und ihre Veröffentlichungen von vielen Kollegen aus der allgemeinen Literaturkritik, ignoriert werden.  Die feministische Literaturkritik hat sich im kulturwissenschaftlichen Feld zwar etabliert, gleichzeitig kommt es aber zu einer Marginalisierung, da die Resonanz und die Plattformen außerhalb des Feldes fehlen.  Die feministische Literaturkritik kämpft also mit dem Problem sich immer weiter von der Massengesellschaft zu entfernen und zunehmend ausschließlich im eigenen Feld zu interagieren.
Auch auf die Lesegewohnheiten der Allgemeingesellschaft hatte die feministische Literaturwissenschaft bisher nur bedingt Einfluss. Denn Werke von Frauen werden weiterhin vorwiegend von Frauen gelesen und besprochen.  Während Männer sich also kaum mit Literatur von Autorinnen auseinandersetzen, pflegen Frauen sehr wohl auch die Werke männlicher Autoren zu lesen und sich auch mit den männlichen Figuren im Text zu identifizieren, woran sich der immer noch vorherrschende Phallogozentrismus des Literaturbetriebs erkennen lässt. Die feministische Literaturkritik steht im engen Austausch mit dem Feminismus im Allgemeinen; in den letzten Jahren entstand außerdem eine zunehmende Vernetzung insbesondere mit dem Black Feminism und mit den Queer Studies.

### Im deutschsprachigen Raum
Im deutschsprachigen Raum findet eine theoretische Diskussion um die Literaturkritik kaum statt und ebenso wenig gibt es Definitionsversuche, um die feministische Literaturkritik als eigenständige Methode zu etablieren. Im deutschsprachigen Raum ist die feministische Literaturkritik zwar zu einem gewissen Maße etabliert, aber auch hier besteht das Problem der Marginalisierung. Feministische Literaturkritik wird großteils in feministischen Literaturmagazinen – wie zum Beispiel Virginia oder WeiberDiwan – veröffentlicht und erreicht daher nur eine bestimmte Gruppe an Menschen – nämlich diejenigen, die sich ohnehin schon mit dem Thema beschäftigen. Auch Zeitschriften, die sich allgemein mit feministischen Themen auseinandersetzen – wie Emma oder an.schläge – bieten eine Plattform für die feministische Literaturkritik.  Der Fokus dieser Magazine liegt in der Sichtbarmachung und Aufwertung spezifisch nicht-männlicher Erfahrungen, weswegen hier auch nur Rezensionen von Büchern, die von Frauen geschrieben worden sind, und Sachbücher, die sich mit für Frauen als relevant erachtete Themen beschäftigen, veröffentlicht werden. Damit besteht auch hier die Gefahr, dem Essentialismus zu verfallen; zudem wird die Problematik, dass Bücher von Frauen auch nur von Frauen gelesen werden bzw. als „für“ Frauen gelten, reproduziert. Die Veröffentlichung in feministischen Medien trägt demnach zum sogenannten „othering“ bei, wobei nicht-männliche Personen – also alle Geschlechter jenseits des Männlichen – als etwas „Anderes“, außerhalb der Norm, gesehen werden, bei. Es besteht also eine Diskrepanz zwischen den Inhalten der feministischen Literaturkritik, wo es um eine Vielfalt und Gleichwertigkeit von Erfahrungen geht, und der, außerhalb der feministische Literaturkritik stehenden, Möglichkeiten der Veröffentlichung, die zu einer Reproduktion des „othering“ beitragen.
Im deutschsprachigen Raum hatte besonders Ruth Klügers Frauen lesen anders (1996) großen Einfluss auf die feministische Literaturkritik. Klüger äußert sich hier kritisch gegenüber dem Phallogozentrismus innerhalb der Literatur an sich, aber auch im Literaturbetrieb im Allgemeinen.
Große Wellen schlug auch der Konflikt zwischen der Literaturkritikerin Sigrid Löffler und Marcel Reich-Ranicki, der im Jahr 2000 in der Kultursendung Das Literarische Quartett so weit eskalierte, dass Löffler die Sendung verließ. In der Diskussion um das Buch Gefährliche Geliebte von Haruki Murakami sprach Reich-Ranicki der Kritikerin nach der Äußerung einer abweichenden Meinung über die Qualität des Buches kurzerhand ihre Sexualität ab. Dazu Löffler selbst: „Es war das reinste Lehrstück in Frauenfeindlichkeit. Nach dem Muster: Wenn ich mich erdreiste, im Widerspruch zu Reich-Ranicki Sachkompetenz zu behaupten, dann kann mit meiner Weiblichkeit etwas nicht stimmen. Indem man mich als Frau entwertete, sollte ich als Kritikerin beschädigt werden“. Die Auseinandersetzung im Literarischen Quartett zeigt, dass es in der Literaturkritik nicht nur um die Bewertung von Texten geht, sondern auch um die Verteidigung von Werten und Machtpositionen geht.